# Vaudeurs
Vaudeurs là một xã của Pháp,tọa lạc ở tỉnh Yonne trong vùng Bourgogne-Franche-Comté.

## Hành chính
| Danh sách các thị trưởng               |             |                |      |         |
| Giai đoạn                              | Giai đoạn   | Tên            | Đảng | Tư cách |
|                                        | depuis 2006 | M. Shlikling   |      |         |
|                                        | 2001-2006   | Bernard Coulon |      |         |
| Tất cả các dữ liệu trước đây không rõ. |             |                |      |         |

## Thông tin nhân khẩu
| 1962                                                 | 1968 | 1975 | 1982 | 1990 | 1999 |
| ---------------------------------------------------- | ---- | ---- | ---- | ---- | ---- |
| 364                                                  | 419  | 389  | 438  | 478  | 473  |
| Số liệu lấy từ năm 1962: Dân số không tính hai trùng |      |      |      |      |      |